# アニメツーリズム首長サミット
アニメツーリズム首長サミットは、一般社団法人アニメツーリズム協会（Anime Tourism Association）が実施するイベント。
アニメツーリズム協会の会長は、ガンダムの生みの親ともいわれる富野由悠季。

## 概要
アニメ作品を活用した旅行者の誘客に積極的に取り組んでいる先進的地域（地方自治体）の首長（知事、市長）と、作品の作り手であるアニメの制作会社の代表が登壇し、"アニメツーリズム"の現況と課題、今後の展望、アニメの作り手側と舞台になった地域の連携など、交流人口の拡大に向けて"アニメツーリズム"の可能性を検証する。
2019年12月1日、アニメ聖地88にも認定され、北九州ポップカルチャーフェスティバルやアジアMANGAサミット、海外マンガフェスタ等、漫画やアニメのイベントを積極的に実施している北九州市で初開催された。
パネルディスカッションでは、「作品のファンが楽しめる地域（聖地）創り」をテーマに、『未来のミライ』を手掛けたスタジオ地図プロデューサーの齋藤優一郎、『アンゴルモア元寇合戦記』ほかプロデューサーの田村淳一郎が討論。
首長サミットでは、開催地である北九州市の北橋健治市長をはじめ、岩手県知事、鳥取県知事、横手市長、飛騨市長ら、参加５首長が登壇。観光振興の成功事例を共有するとともに、各自治体の取り組みを共有した。
サミット終了後、北九州ポップカルチャーフェスティバルのメインステージで、『空の青さを知る人よ』ほかのプロデューサー清水博之と声優の高田憂希によるトークの後、決定したアニメツーリズム宣言を参加自治体の首長が宣言した。